# Rosana (novela)
Rosana (COBISS)je mladinsko delo avtorja Josipa Stritarja (1836-1923). Knjiga je izšla v zbirki Lastovka pri založbi Karantanija, leta 1996. Avtor ilustracije na naslovnici je Uroš Hrovat.

## Vsebina
Rosana je nezakonska hči. V zgodnjih otroških letih ji je umrla mati, zato je za preživetje delala v potujočem zabavnem gledališču. Ko je obnemogla zaradi bolezni, jo je poglavar odslovil. Na pomoč ji je priskočil Skalar in ji ponudil dom. Rosana je spoznala, da je Skalarjeva hči. Zgodba se zaključi s poroko Rosane in Marka.

## Književne osebe
- Rosana je glavna oseba v tem književnem delu. V začetku zgodbe je predstavljena kot nezakonska deklica. Zelo zgodaj ji je umrla mati. Toda življenje se ji je spremenilo, ko je spoznala svojega očeta Skalarja.
- Skalar je najprej predstavljen kot hudoben in nepriljubljen, čeprav ni nikomur storil nič žalega. Vaščani so bili celo mnenja, da je čarovnik. Ko je rešil Rosano, so spoznali, da so ga napačno ocenili.
- Marko je sin poglavarja potujočega zabavnega gledališča. Najprej je mislil, da je Rosana njegova sestra. Ko je zbolela, je izvedel resnico, da nista v krvnem sorodu. Poiskal je Rosano pri Skalarju in se poročil z njo.
- Stranska lika sta Jelenko (vaščan, ki je bil vedno dobre volje) in Somrak (najemnik pri Skalarju).

## Analiza dela
Rosana je krajše pripovedno delo v prozi. Kraj dogajanja je naselje Zales v občini bloke. Čas ni točno določen, predvidevamo pa lahko, da se je zgodba odvijala v času avtorjevega življenja. 
Glavna književna oseba je Rosana. Motiv zgodbe predstavlja življenje nezakonskega otroka. Vrh nastopi, ko Rosana spozna, da je Skalar njen oče. Konec je srečen. Rosana spozna očeta in se poroči z Markom.
Avtor skozi zgodbo duhovno spremeni Skalarja, ki je v začetku pesimist. Otrok mu zbudi ljubezen do življenja in do soljudi. Ob koncu se zgodi še preobrat v ljubezni Rosane in Marka. Sestrinska ljubezen je dozorela v pravo ljubezen, ki je Rosano in Marka združila v zakonski par.

## Vir
- Josip Stritar: Rosana, 1877